# Lanceopora integer
Lanceopora integer is een mosdiertjessoort uit de familie van de Lanceoporidae. De wetenschappelijke naam van de soort is voor het eerst geldig gepubliceerd in 1924 door Livingstone.